# Martial Yao
Martial Yao Kouassi (sinh ngày 4 tháng 10 năm 1989 ở Bingerville) là một cầu thủ bóng đá người Bờ Biển Ngà thi đấu cho Stade Tunisien.

## Sự nghiệp
Yao bắt đầu sự nghiệp tại Académie de Sol Beni và năm 2006 được đẩy lên ASEC Mimosas. Anh có 2 lần ra sân ở CAF Champions League 2009. Sau 3 năm thi đấu cho ASEC Mimosas vào tháng 1 năm 2010, anh rời câu lạc bộ để ký hợp đồng với Jeunesse Sportive Bassam.

## Sự nghiệp quốc tế
Anh thi đấu tại Giải vô địch bóng đá U-17 thế giới 2005 và được so sánh với Claude Makélélé cùng màn trình diễn không biết mệt mỏi ở hàng tiền vệ.